# Affaire Marie-Hélène Audoye
L'affaire Marie-Hélène Audoye est une affaire criminelle française ayant commencé le 21 mai 1991 avec la disparition de Marie-Hélène Audoye, jeune femme alors âgée de 22 ans sur la Côte d'Azur. Pendant trente ans, aucune piste permettant d'élucider sa disparition n'est découverte. En 2013, un non-lieu est ordonné par la justice et l'enquête s'arrête. 
L'affaire est relancée en 2022 en transférant le dossier au nouveau pôle judiciaire national dédié aux affaires non résolues qui a ouvert ses portes le mardi 1er mars 2022 au tribunal de Nanterre, dans les Hauts-de-Seine.

## Faits et enquête
Le 21 mai 1991, Marie-Hélène Audoye, représentante en pharmacie, part de son domicile de Cagnes-sur-Mer, dans les Alpes-Maritimes, qu'elle partageait avec son petit ami Steven M. pour effectuer une tournée des officines de la Côte d'Azur. Sa tournée prévoyait notamment Monaco où elle arrive en fin de matinée.
Elle est accueillie par une préparatrice en pharmacie qui la décrit alors toute vêtue de noir. Elle demande à rencontrer le gérant qui n'est pas disponible. Marie-Hélène s'absente puis revient une heure plus tard, le gérant n'étant toujours pas disponible, elle lui laisse un mot sur son bureau « Je repasse la semaine prochaine. Bisous. Marie-Hélène. » À 14 h 30, elle quitte la pharmacie monégasque pour emprunter la route de Gap comme le prévoyait sa tournée. Mais depuis, aucune trace de la jeune femme. Sa voiture, une Renault Supercinq blanche immatriculée 5023 VD 92 demeure introuvable.

### Enquête de la famille
La famille de Marie-Hélène Audoye a employé des moyens importants pour renforcer l'enquête comme un hélicoptère pour survoler les routes azuriennes ou l'emploi d'un sonar pour sonder les eaux du canal de la Durance.
Des années durant, les parents et la famille ont lancé de nombreuses recherches et d'appels à témoins. Le père de Marie-Hélène Audoye est décédé en 2011 sans connaître la raison de sa disparition avant que le dossier ne soit clos en 2013. Annie Audoye, la mère de Marie-Hélène continue d'enquêter et de faire parler de l'affaire dans la presse. Un nouvel élan à l'enquête est donné sous l'impulsion de la juge Kheris, nommée à la tête du nouveau pôle judiciaire dédié aux affaires non élucidées et aux crimes en série du tribunal de Nanterre, dans les Hauts-de-Seine, qui rouvre le dossier en 2022.

### Pistes
Plusieurs pistes ont été évoquées comme celle du petit ami de l'époque, Steven M. mis en garde à vue à plusieurs reprises, il n'a finalement jamais été mis en examen. Par hasard, durant l'enquête de la famille, un témoignage permet de découvrir qu'il avait été interrogé dans une autre affaire de disparition, celle de John Berthe, un garçon de 13 ans disparu en 1982 à Théoule-sur-Mer et jamais retrouvé. Il a donné de nombreux détails sur les derniers moments passés avec le disparu avant de se rétracter.
À la suite du témoignage d'une commerçante pensant avoir vu Marie-Hélène Audoye dans sa boutique accompagnée d'un homme, un riche homme d'affaires suisse. Il a été écroué pendant 6 mois à la prison de Grasse avant d'être relâché.
La piste la plus sérieuse évoquée dans cette affaire est celle d'une ancienne gérante d'agence immobilière au passé sulfureux, Evelyne, qui entretenait une relation avec le petit ami de Marie-Hélène Audoye qui répétait selon de nombreux témoins « Si elle entre dans mon agence, je lui crève les yeux. » Léopold Dol, ancien capitaine de gendarmerie de la section de recherche de Marseille, directeur de l'enquête déclare : « Le compagnon de Marie-Hélène avait une relation extraconjugale avec une femme très jalouse. Ma conviction personnelle, c'est que c'est lié à cette relation avec cette dame qui était capable de faire disparaître la jeune femme puisque nous avions des éléments tendant à prouver qu'elle avait commis des faits similaires dans une affaire criminelle dans la région parisienne. »

### Reportages télévisés
- « Où est passée la belle Marie-Hélène ? » (deuxième reportage) dans « ... en direct : Mon enfant a disparu » le 30 novembre 2015 dans Crimes sur NRJ 12.
- « Parlez, témoignez : l'appel de la mère de Marie-Hélène Audoye, la disparue de la Côte d'Azur » diffusé le 13 septembre 2022 sur TF1.
- « Affaire Marie-Hélène Audoye », diffusé le 16 septembre 2022 dans Non élucidé sur RMC Story.

### Émission radio
- « Disparition de Marie-Hélène Audoye : 30 ans de mystère », diffusée le 24 mai 2021 dans L'heure du Crime sur RTL.